# Златопольский сельский округ
Златопо́льский се́льский окру́г (каз. Златополье ауылдық округі) — административная единица в составе Бурабайского района Акмолинской области Казахстана.
Административный центр — село Златополье.

## География
Административно-территориальное образование расположено в южной части Бурабайского района. В состав сельского округа входят 7 населённых пунктов.
Граничит с землями административно-территориальных образований: Кенесаринский сельский округ — на севере, Абылайханский сельский округ — на северо-востоке, Урумкайский сельский округ — на востоке, Успеноюрьевский сельский округ — на юге, Веденовский сельский округ — на юго-западе; сельские округа имени Конай-бия, имени Малика Габдуллина, Кызылегисский Зерендинского района — на западе.
Территория сельского округа охватывает юго-восточную часть Кокшетауской возвышенности, располагаясь непосредственно на Казахском мелкосопочнике. Рельеф — мелкосопочный, покрытий малыми не связанными между собой лесными массивами. Общий уклон — с севера на юг. Средняя высота — 400—410 метров над уровнем моря.
Гидрографические компоненты: озёра (по алфавиту) Алаколь, Ащиколь, Ащисор, Жарагаш, Карагайколь, Караунгур, Кумдыколь, Майколь.
Климат холодно-умеренный, с хорошей влажностью. Среднегодовая температура воздуха положительная и составляет около +3,0°С. Среднемесячная температура воздуха в июле достигает +19,0°С. Среднемесячная температура января составляет около −15,0°С. Среднегодовое количество осадков составляет около 450 мм. Основная часть осадков выпадает в период с мая по август.

## История
В 1989 году существовал как — «Златопольский сельсовет», в составе Щучинского района Кокчетавской области.
В составе сельсовета находилось 3 населённых пункта — сёла Златополье (административный центр), Савинка, Сотниковка.
В периоде 1991—1999 годов:
- Златопольский сельсовет был преобразован в сельский округ в соответствии с реформами административно-территориального устройства Республики Казахстан;
- в состав Златопольского сельского округа был включен Первомайский сельский округ (сёла Первомайское, Лесной Хутор, Новоандреевка, Тулькули, Щедринка);
- после упразднения Кокшетауской области в 1997 году, территория упразднённой области вошла в состав Северо-Казахстанской области;
- с 1999 года вместе с районом — в составе Акмолинской области.

Совместным решением XIX сессии Северо-Казахстанского областного Маслихата и Акима области от 30 октября 1998 года № 19/10-241 «Об исключении из учетных данных населенных пунктов области, утративших статус самостоятельных административно-территориальных единиц» (зарегистрированное Управлением юстиции Северо-Казахстанской области 15 декабря 1998 года № 43):
- село Щедринка Златопольского сельского округа было переведено в категорию иных поселений, и исключено из учётных данных.

Постановлением акимата Акмолинской области от 25 октября 2019 года № А-11/503 и решением Акмолинского областного маслихата от 25 октября 2019 года № 6С-38-12 «О переименовании некоторых населенных пунктов Бурабайского района Акмолинской области» (зарегистрированное Департаментом юстиции Акмолинской области 30 октября 2019 года № 7450):
- село Первомайское было переименовано в село Обалы.

## Население
| Численность населения | Численность населения | Численность населения |
| 1989                  | 1999                  | 2009                  |
| --------------------- | --------------------- | --------------------- |
| 2706                  | ↗3754                 | ↘2913                 |

## Состав
| № | Населённый пункт | Тип населённого пункта       | Население, 1989 | Население, 1999 | Население, 2009 |
| - | ---------------- | ---------------------------- | --------------- | --------------- | --------------- |
| 1 | Златополье       | село, административный центр | 1 892           | 1 413           | 1 316           |
| 2 | Лесной Хутор     | село                         | 223             | 301             | 122             |
| 3 | Новоандреевка    | село                         | 319             | 297             | 122             |
| 4 | Обалы            | село                         | 947             | 783             | 585             |
| 5 | Савинка          | село                         | 574             | 465             | 428             |
| 6 | Сотниковка       | село                         | 240             | 152             | 108             |
| 7 | Тулькули         | село                         | 365             | 343             | 232             |
| 8 | Щедринка         | село. упразднено)            | 68              | -               | -               |

## Местное самоуправление
Аппарат акима Златопольского сельского округа — село Златополье, улица Центральная, 30.
- Аким сельского округа — Сипульдин Сакен Сабыржанович[1].